# Coulonges (Vienne)
Coulonges è un comune francese di 269 abitanti situato nel dipartimento della Vienne nella regione della Nuova Aquitania.

## Società

### Evoluzione demografica
Abitanti censiti